# Louis Lafferre
« Lafferre » redirige ici. Pour les articles homophones, voir L'Affaire et La Fère.
Louis Lafferre (Antonin Baptiste), né le 10 mai 1861 à Pau et mort le 28 février 1929 à Paris est un homme politique français et président du Grand Orient de France durant l'affaire des fiches, au début du XXe siècle. 

## Biographie
Louis Lafferre est professeur de rhétorique à Narbonne au début de sa carrière. Il mène par la suite une carrière politique importante, conseiller municipal de sa ville, puis président du Parti radical socialiste. Il est élu cinq fois en tant que député  pour la ville de Béziers de 1898 à 1919. Il devient à la suite de cette carrière de député, sénateur de l’Hérault de 1920 à 1924. Il est ministre du Travail et de la Prévoyance sociale dans le gouvernement Aristide Briand (2) en 1910-1911 et ministre de l'Instruction publique et des Beaux-arts de 1917 à 1919 au sein du gouvernement Clemenceau.
Louis Lafferre est initié en 1889 au sein de la loge « L'indépendante » de Narbonne, il prend la direction de sa loge et la représente au convent du Grand Orient de France. Il reçoit le 33e degré du Rite écossais ancien et accepté et devient membre actif du Grand Collège des Rites écossais à compter de 1907. Il est élu par deux fois comme grand maître du Grand Orient de 1903 à 1905 et de 1907 à 1909. En charge durant l'affaire des fiches à laquelle il semble n'y avoir aucune part, il défend avec conviction, en tant que républicain et opposant à la montée du cléricalisme, les positions de l'ordre devant le parlement en rejetant les accusations de Jean Guyot de Villeneuve. Il fait de même devant le convent du Grand Orient en 1905 qui lui donne quitus de sa gestion. Après 1909, il ne joue plus de rôle important au sein de l'ordre, mais continue de fréquenter les loges maçonniques.
Veuf de Pauline Françoise Didas, décédée le 24 décembre 1916, il épouse Claudine Marie Calvayrac le 6 octobre 1921, à Paris,.
Il meurt à Paris en son domicile, 78 avenue du Bois de Boulogne dans le 16e arrondissement de Paris en 1929 et est inhumé au cimetière du Père-Lachaise (92e division).